# Acapulco
Acapulco (službeno Acapulco de Juárez) je grad na tihooceanskoj obali Meksika. Nalazi se u saveznoj državi Guerero 300 km od glavnog grada Mexico Cityja. Acapulco je značajna luka i turistički centar.

## Povijest
Prostor grada je bio naseljen od 3000. pr. Kr. (jedno od najstarijih naseljenih dijelova Srednje Amerike). Pronađeni su ostaci ljudi koji su se bavili ribolovom i poljoprivredom.
Španjolci su u taj prostor došli 1521. (prvu ekspediciju je vodio Francisco Chico). Od 1532. je Acapulco dobio titulu kraljevskog grada i postao je najvažnija španjolska luka na Tihom oceanu. U 16. st. su grad napadali engleski gusari (1579. je napao Francis Drake). 1615. su napali Nizozemci, te su Španjolci sagradili tvrđavu koja je porušena u potresu 1776., ali je kasnije obnovljena.
U 20. st. počinje jači turistički razvoj grada (zlatno doba Acapulca). Meksički predsjednik Miguel Alemán Valdés je nakon 2. svj. rata ostvario viziju grada kao značajnog turističkog središta (grade se hoteli, restorani i diskoklubovi, uređuju plaže).

## Značenje grada
Danas je Acapulco jedan od najpoznatijih turističkih središta Meksika (najvažnije središte kupališnog turizma). Posebna atrakcija su skokovi u vodu sa stijena (klifovi kod La Quebrade). Vrlo je razvijen noćni život (brojni klubovi i diskoteke). Većina turista dolazi u proljeće (ljeta su pretopla i presušna). 
Acapulco je istovremeno najvažnija meksička tihooceanska luka i jedini veći grad na Tihom oceanu (u Meksiku je zbog povoljnije klime najnaseljenija središtnja visoravan, a obala je slabije naseljena). Acapulco ima tropsku klimu (cijele godine je toplo, zime su sušne).